# Meilleurs handballeurs de l'année en Roumanie
Les meilleurs handballeurs de l'année en Roumanie sont désignés chaque année depuis 2006 à destination des acteurs du handball professionnel roumain. Le titre est décerné à la fois à un joueur et une joueuse sur des performances réalisées dans toutes les compétitions reconnues par Fédération roumaine de handball.

## Bilan
Les joueurs et joueuses récompensées sont :
| Nb | Joueur           | Années                                         |
| -- | ---------------- | ---------------------------------------------- |
| 8  | Mihai Popescu    | 2010, 2011, 2012, 2014, 2016, 2017, 2018, 2019 |
| 2  | Rudi Stănescu    | 2006, 2007                                     |
| 2  | Valentin Ghionea | 2008, 2015                                     |
| 1  | Laurențiu Toma   | 2009                                           |
| 1  | Alexandru Șimicu | 2013                                           |

| Nb | Joueuse          | Années                             |
| -- | ---------------- | ---------------------------------- |
| 6  | Cristina Neagu   | 2009, 2010, 2015, 2016, 2017, 2018 |
| 3  | Luminița Dinu    | 2006, 2007, 2008                   |
| 2  | Paula Ungureanu  | 2012, 2014                         |
| 1  | Oana Manea       | 2011                               |
| 1  | Aurelia Brădeanu | 2013                               |
| 1  | Crina Pintea     | 2019                               |

## Meilleurs joueurs par année
| Année | Joueur               | Club(s)              |
| ----- | -------------------- | -------------------- |
| 2006  | Rudi Stănescu        | HCM Constanța        |
| 2007  | Rudi Stănescu (2)    | HCM Constanța        |
| 2008  | Valentin Ghionea     | Pick Szeged          |
| 2009  | Laurențiu Toma       | HCM Constanța        |
| 2010  | Mihai Popescu        | HCM Constanța        |
| 2011  | Mihai Popescu (2)    | HCM Constanța        |
| 2012  | Mihai Popescu (3)    | HCM Constanța        |
| 2013  | Alexandru Șimicu     | HCM Constanța        |
| 2014  | Mihai Popescu (4)    | HCM Constanța        |
| 2015  | Valentin Ghionea (2) | Wisła Płock          |
| 2016  | Mihai Popescu (5)    | Saint-Raphaël Var HB |
| 2017  | Mihai Popescu (6)    | Saint-Raphaël Var HB |
| 2018  | Mihai Popescu (7)    | Saint-Raphaël Var HB |
| 2019  | Mihai Popescu (8)    | Saint-Raphaël Var HB |

## Meilleures joueuses par année
| Année | Joueuse             | Club(s)                  |
| ----- | ------------------- | ------------------------ |
| 2006  | Luminița Dinu       | Krim Ljubljana / Oltchim |
| 2007  | Luminița Dinu (2)   | Oltchim Râmnicu Vâlcea   |
| 2008  | Luminița Dinu (3)   | Oltchim Râmnicu Vâlcea   |
| 2009  | Cristina Neagu      | Oltchim Râmnicu Vâlcea   |
| 2010  | Cristina Neagu (2)  | Oltchim Râmnicu Vâlcea   |
| 2011  | Oana Manea          | Oltchim Râmnicu Vâlcea   |
| 2012  | Paula Ungureanu     | Oltchim Râmnicu Vâlcea   |
| 2013  | Aurelia Brădeanu    | Corona Brașov            |
| 2014  | Paula Ungureanu (2) | HCM Baia Mare            |
| 2015  | Cristina Neagu (3)  | ŽRK Budućnost Podgorica  |
| 2016  | Cristina Neagu (4)  | ŽRK Budućnost Podgorica  |
| 2017  | Cristina Neagu (5)  | CSM Bucarest             |
| 2018  | Cristina Neagu (6)  | CSM Bucarest             |
| 2019  | Crina Pintea        | CSM Bucarest             |

## Meilleur handballeur mondial de l'année
Cristina Neagu a été élue à quatre reprises meilleure handballeuse mondiale de l'année en 2010, 2015,2016 et 2018, ce qui constitue un record.
Si l'IHF n'indique des récompenses que depuis 1988, Cristian Gațu a été élu meilleur joueur du monde en 1974 et l'aurait été en 1970, 1971, 1973[réf. nécessaire] tandis que son compatriote Ștefan Birtalan aurait été élu en 1974 [sic], 1976 et 1977,.
Enfin, en 1992, Gheorghe Gruia est nommé meilleur joueur de tous les temps par la Fédération internationale de handball,.